# جائزة غرامي لأفضل ألبوم R&B
جائزة الغرامي لأفضل ألبوم R&B (بالإنجليزية: Grammy Award for best R&B album)‏ هي جائزة تقدمها الأكاديمية الوطنية لتسجيل الفنون والعلوم (NARAS) سنويا ضمن حفل توزيع جوائز الغرامي،لأفضل ألبوم موسيقى ريذم أند بلوز.بدأ العمل بالجائزة لأول مرة في سنة 2012.